# Ku Mu
Ku Mu (čínsky pchin-jinem Gǔ Mù, znaky 谷牧; září 1914 – 6. listopadu 2009), vlastním jménem Liou Ťia-jü (čínsky pchin-jinem 劉家語, znaky zjednodušené 刘家语, tradiční 刘家语), byl čínský komunistický revolucionář a politik, místopředseda vlády Čínské lidové republiky v letech 1975 až 1982. Jako jeden z hlavních Teng Siao-pchingových pobočníků zodpovědných za řízení ekonomiky hrál hlavní roli při zavádění jeho ekonomických reforem v 80. letech. Byl klíčovou postavou při vytváření Šen-čenu, první čínské speciální ekonomické zóny.

## Život
Ku Mu se narodil v září 1914 ve vesnici okresu Žung-čcheng (v provincii Šan-tung) jako Liou Ťia-jü. Ačkoliv byli jeho rodiče chudí rolníci, dostalo se mu kvalitního vzdělání díky naléhání jeho děda. V červenci 1932 vstoupil do Komunistické strany Číny a zapojil se do revolučních aktivit v okrese Wen-teng, kde navštěvoval školu. Změnil si jméno na Ku Mu, aby nekompromitoval svou rodinu. V roce 1934 odešel do Pekingu a stal se vůdcem pekinské větve Ligy levicových spisovatelů. Roku 1936 pracoval při vojenské logistice vojenského vůdce Čang Süe-lianga a účastnil se Sianského incidentu. V září 1940 se Ku Mu vrátil zpět do Šan-tungu, kde zastával řadu vyšších vůdčích pozic, mimo jiné zástupce politického komisaře První vojenské oblasti.
Po vzniku Čínské lidové republiky roku 1949 se Ku stal stranickým tajemníkem, starostou Ťi-nanu a také politickým komisařem Ťinanského vojenského okruhu. V únoru 1952 byl jmenován zastupujícím stranickým tajemníkem a vedoucím propagandy v Šanghaji. Později byl převelen do Pekingu, kde vedl několik výborů hospodářského rozvoje. Roku 1965 se stal předsedou Státní komise pro výstavbu. Po vypuknutí kulturní revoluce v roce 1966 byl Ku odvolán ze svých funkcí a zakusil politickou perzekuci, stejně jako mnozí další vedoucí pracovníci té doby. Do politiky se vrátil roku 1973 jako předseda Státní rozvojové a plánovací komise a člen ústředního výboru KS Číny. V roce 1975 byl jmenován místopředsedou vlády premiéra Čou En-laje a vedl Státní komisi pro výstavbu a Komisi pro import a export Státní rady.
Mezi lety 1978 až 1988 sehrál důležitou roli v nové proreformní Teng Siao-pchingově vládě, kde se zaměřoval na vnější vztahy a hospodářský rozvoj. Ku vedl jako vicepremiér první oficiální delegaci Čínské lidové republiky do západní Evropy po kulturní revoluci. Během své cesty navštívil Francii, Belgii, Dánsko, Švýcarsko a Západní Německo. Roku 1980 se stal členem sekretariátu ústředního výboru KS Číny a v květnu 1982 Státní rady. Jako jeden z hlavních Teng Siao-pchingových pobočníků zodpovědných za řízení ekonomiky hrál hlavní roli při zavádění Tengových ekonomických reforem a při otevírání Číny světu. Byl klíčovou postavou při vytváření Šen-čenu, první čínské speciální ekonomické zóny.
V roce 1988 se stal místopředsedou Čínského lidového politického poradního shromáždění, což byl převážně ceremoniální post. Roku 1993 odešel do důchodu a opustil veřejný život. Zemřel 6. listopadu 2009 ve věku 95 let. Byl oficiálně chválen jako „osvědčený a loajální bojovník za komunistickou věc, proletářský revolucionář, vynikající vůdce na poli hospodářského rozvoje.“

## Rodina
Ku Mu měl čtyři syny (Liou Nien-jüan, Liou Chuej-jüan, Liou Li-jüan a Liou Sien-jüan) a dceru (Liou Jen-jüan). Všichni nosili příjmení Liou dle původního příjmení Ku Mua. Liou Nien-jüan se stal generálmajorem Čínské lidové osvobozenecké armády, Liou Li-jüan byl během kulturní revoluce uvězněn na dva roky.